# Virtualització de xarxa

Visió general de la xarxa privada virtual

En informàtica, la virtualització de xarxa és el procés de combinar els recursos de la xarxa de maquinari i programari i la funcionalitat de la xarxa en una única entitat administrativa basada en programari, una xarxa virtual . La virtualització de xarxa implica la virtualització de plataformes, sovint combinada amb la virtualització de recursos.
La virtualització de xarxa es classifica com a virtualització externa, que combina moltes xarxes o parts de xarxes en una unitat virtual, o virtualització interna, proporcionant una funcionalitat semblant a la xarxa als contenidors de programari en un sol servidor de xarxa. A les proves de programari, els desenvolupadors de programari utilitzen la virtualització de xarxa per provar el programari que està en desenvolupament en una simulació dels entorns de xarxa en els quals està previst que funcioni el programari. Com a component de l'enginyeria de rendiment d'aplicacions, la virtualització de xarxa permet als desenvolupadors emular connexions entre aplicacions, serveis, dependències i usuaris finals en un entorn de prova sense haver de provar físicament el programari en tot el maquinari o programari del sistema possible. La validesa de la prova depèn de la precisió de la virtualització de la xarxa en l'emulació de maquinari i sistemes operatius reals.
Components Diversos proveïdors d'equips i programari ofereixen virtualització de xarxa combinant qualsevol dels següents:
- Maquinari de xarxa, com ara commutadors i adaptadors de xarxa, també conegut com a targetes d'interfície de xarxa (NIC)
- Elements de xarxa, com ara tallafocs i equilibradors de càrrega
- Xarxes, com ara LAN virtuals (VLAN) i contenidors com ara màquines virtuals (VM)
- Dispositius d'emmagatzematge en xarxa
- Elements de xarxa màquina a màquina, com ara dispositius de telecomunicacions
- Elements mòbils de xarxa, com ara ordinadors portàtils, tauletes i telèfons intel·ligents
- Mitjans de xarxa, com ara Ethernet i Fibre Channel